# Xian de Fenxi
Le xian de Fenxi (汾西县 ; pinyin : Fénxī Xiàn) est un district administratif de la province du Shanxi en Chine. Il est placé sous la juridiction de la ville-préfecture de Linfen.

## Démographie
La population du district était de 137 452 habitants en 1999.